# Арабська аграрна революція
 Ісла́мська агра́рна револю́ція  (також  ара́бська агра́рна револю́ція , або  середньові́чна зеле́на револю́ція ) — великі перетворення в сільському господарстві Арабського Халіфату і пов'язаний з цим прогрес в науках про землю, природничих науках та економіці в епоху Ісламської золотої доби з VIII по XIII ст. н. е.

## Історія
У результаті встановлення Арабського халіфату на великій території із заходу Європи і до Центральної Азії виникла глобальна економіка, що дозволило арабським та іншим мусульманським торговцям вести широкий торговий обмін, поширити по всій території Халіфату та за його межі безліч сільськогосподарських культур і технологій ведення сільського господарства, а також адаптувати ці культури і методи за межами Халіфату. Крім сільськогосподарських культур арабського світу, широке поширення за межами своєї батьківщини здобули сорго (Африка), цитрусові (Китай), різні культури Індії (манго, рис , бавовна, цукрова тростина). Ряд дослідників називають цей період «глобалізацією сільськогосподарських культур». Поява нових культур, зростання механізації сільського господарства призвели до великих зрушень в економіці, розподілі населення, типах посівів, с/г виробництві, доходах населення, урбанізації, розподілі робочої сили, інфраструктурі, кухні народів світу та одязі.

## Географія
При утворенні Арабського халіфату багато раніше ізольованих один від одного регіонів були об'єднані в одній державі, у зв'язку з чим між ними почався інтенсивний науковий, торговий і господарський обмін . Ісламські мореплавці стали активно освоювати сусідні регіони, у тому числі Європу, Китай і Індію. Ряд середньовічних джерел, на думку історика С. Ахсані, дозволяють припустити, що арабські мореплавці з Андалусії і Магрибу могли досягти Америки.
Ефект глобалізації наростав поступово, а його кульмінація на пізніх етапах існування халіфату отримала в історіографії назву Золота доба ісламу . Приблизним історичним кордоном умовно вважається правління Гаруна ар-Рашида, у зв'язку з чим цей далеко не успішний халіф настільки популярний в ісламській літературі.